# Armin Navabi
Armin Navabi (Perzisch: آرمین نوابی) (Teheran, 25 december 1983) is een in Iran geboren Canadese ex-moslim en activist voor atheïsme en secularisme, schrijver, podcaster en vlogger. In 2012 richtte hij de online vrijdenkerscommunity Atheist Republic op, een in Canada geregistreerde non-profitorganisatie die wereldwijd honderden afdelingen heeft, die "consulaten" worden genoemd, in tal van landen waaronder Maleisië, Indonesië en de Filipijnen, die ongelovigen in staat stellen om contact met elkaar te hebben in samenlevingen waar atheïsme, geloofsafval en godslastering vaak verboden zijn en worden vervolgd. Als schrijver debuteerde Navabi met het boek Why There Is No God (2014) en in 2017 werd hij een co-host van de podcast Secular Jihadists from the Middle East (in 2018 hernoemd tot Secular Jihadists for a Muslim Enlightenment) samen met Ali A. Rizvi, Yasmine Mohammad en Faisal Saeed Al Mutar.

## Biografie
Navabi is geboren en getogen in een sjiitisch gezin in Teheran in 1983. Hij verhuisde kort naar Duitsland in 1985 en Londen in 1986, alvorens naar Teheran terug te keren in 1988. Zijn familie was vrijzinnig en niet bijzonder vroom, maar op school werd hij opgevoed met het geloof in een letterlijke hel en dat iedere zonde, hoe klein ook, hem daartoe zou veroordelen. Navabi redeneerde dat als het leven na de dood daadwerkelijk eeuwig zou duren, dan zou het de topprioriteit van iedereen moeten zijn tijdens hun leven op Aarde. Maar hij ontdekte dat slechts weinigen om hem heen, die weliswaar beweerden erin te geloven, zich gedroegen alsof het uiterst belangrijk was. Om tegen elke prijs de hel te vermijden voordat hij de "leeftijd van volwassenheid" zou hebben bereikt (15 jaar voor jongens, 9 jaar voor meisjes), overwoog hij zelfdoding, omdat alle zonden (inclusief zelfdoding) voordien naar verluidt niet 'telden', zelfs als dit hem slechts op het laagste niveau van de hemel zou doen belanden. Op 12-jarige leeftijd probeerde Navabi zijn leven te beëindigen door uit het raam van zijn school te springen, maar de poging mislukte. Hij moest zeven maanden in een rolstoel herstellen en miste een heel schooljaar.
Terwijl hij herstelde van zijn poging en zich schuldig voelde over hoe ongerust hij zijn familie had gemaakt, werd Navabi een nog fanatiekere moslim, miste nooit een gebed, keek nooit naar meisjes om te voorkomen dat hij in verleiding zou raken, en bestudeerde de islam ijverig. Maar hoe meer hij erover leerde, hoe meer twijfels hij ontwikkelde omdat de godsdienst hem niet logisch leek en hij het onrechtvaardig vond dat zij een ongelofelijk hoge tol eiste in het alledaagse leven van moslims en alle niet-moslims met eeuwige marteling zouden worden bestraft. Toen hij andere religies ging bestuderen, riep dat nog meer skepticisme bij hem op. Toen Navabi uiteindelijk een ultiem beroep deed op God om zichzelf te onthullen en te bewijzen dat Hij echt bestond, kreeg hij geen antwoord, verloor zijn geloof en concludeerde tot slot dat God denkbeeldig was.
Navabi studeerde ongeveer een jaar aan de Universiteit van Teheran. Aldaar dacht Navabi aanvankelijk dat hij misschien gek was, omdat hij de enige atheïst was die hij kende. Toen hij echter twee van zijn universiteitsvrienden in vertrouwen nam en zijn nieuw ontwikkelde ideeën onthulde, werden zij al binnen enkele weken eveneens skeptisch over religie. Dit moedigde hem aan om op het internet naar andere atheïsten te zoeken. Navabi wilde niet in Teheran blijven en slaagde erin om een studievisum te krijgen voor de University of British Columbia. Hij arriveerde in Vancouver op 10 oktober 2004, verkreeg later een  permanente verblijfsvergunning en werd uiteindelijk genaturaliseerd tot Canadees staatsburger.

## Atheist Republic

### Oprichting
Toen hij nog steeds in Iran woonde, richtte Navabi de Orkut-groep "Iraanse Atheïsten" op rond 2003 om daarmee in contact te komen met andere ongelovigen in zijn land. Hij was geschokt, verbaasd en verrukt over het feit dat er zo veel anderen waren zoals hij en die gevoelens waren wederzijds: "Het voelde zoals thuiskomen bij een familie waarvan je niet eens wist dat je die had.":16:17 Enige tijd later besloot Navabi om te proberen atheïsten buiten de Islamitische Republiek Iran te vinden en stichtte daartoe de per contrast genaamde pagina "Atheist Republic" op Facebook in januari 2012. Dit werd gevolgd door de website atheistrepublic.com in 2012, die tegen juli 2017 ongeveer 5 miljoen keer per week werd bekeken.

### Groei

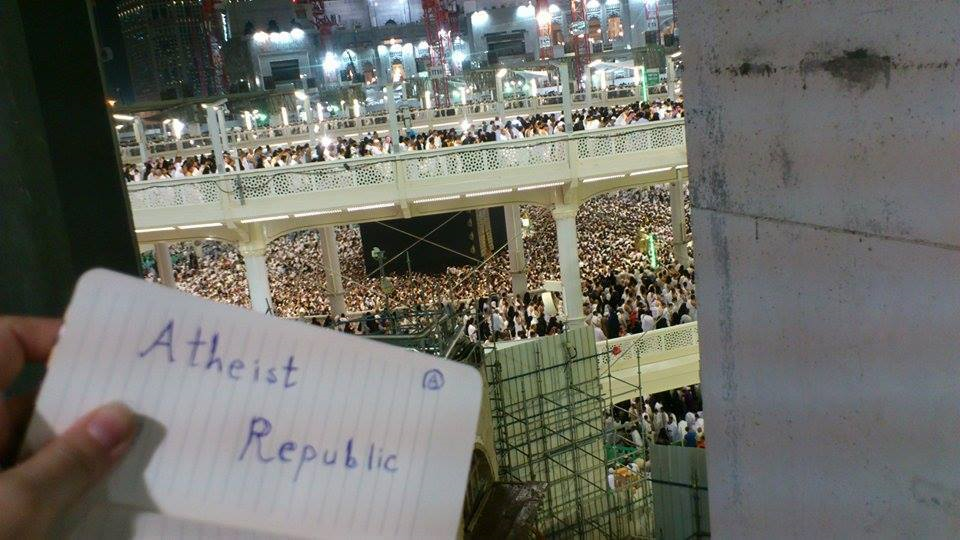
Rana hield dit Atheist Republic-papiertje vast in Al-Masjid al-Haram.

Toen hij over de Atheist Republic-community sprak op BBC Trending in juni 2014, zei Navabi: "Wij willen mensen doen beseffen dat ze niet alleen zijn. Wij willen mensen doen beseffen dat ze niet beschaamd hoeven te zijn over wie ze zijn."
In 2014 had de Saoedische ex-moslim Rana Ahmad problemen met haar familie, waarop zij online de hulp zocht en vond van Atheist Republic en andere vergelijkbare organisaties. Toen haar familie haar dwong om mee te gaan op de hadj naar Mekka, nam ze een foto van zichzelf terwijl ze een stukje papier vasthield met daarop de tekst "Atheist Republic" geschreven terwijl ze stond in Al-Masjid al-Haram bij de Kaäba, de heiligste site in de islam. Vervolgens vluchtte ze naar Duitsland met de hulp van Faith to Faithless.
In mei 2017 beweerden beheerders van Atheist Republic dat hun Facebookpagina drie keer achtereenvolgens was gesloten na wat een georkestreerde campagne leek te zijn door religieuze activisten. Met meer dan 1,6 miljoen likes werd gesteld dat het destijds "de populairste atheïstische community op een sociaal netwerk." Na weer hersteld te zijn, verzocht Atheist Republic om uitgezonderd te worden van het automatische "onpublicatie"-systeem dat wordt geactiveerd als een pagina vaak genoeg wordt gevlagd, hetgeen iedere pagina kwetsbaar maakt om te worden gesloten door een louter numerieke overmacht aan tegenstanders.

### Maleisische overheidsrepressie
In augustus 2017 werd een foto van een bijeenkomst van het Atheist Republic-consulaat in Kuala Lumpur gepost op de Facebookpagina van Atheist Republic. Dit veroorzaakte een controverse toen staatssecretaris van Islamitische Zaken Asyraf Wajdi Dusuki opdracht gaf tot een onderzoek of mensen in de foto apostasie hadden gepleegd, wat illegaal is in Maleisië en waarvoor ex-moslims een boete, gevangenisstraf of een verplichte psychiatrische behandeling kunnen krijgen. De volgende dag ging minister Shahidan Kassim zo ver door te stellen dat er "jacht gemaakt moet worden" op atheïsten, omdat de Federale Grondwet het bestaan van dergelijke groepen niet kan accepteren. Leden van Atheist Republic die op de bijeenkomst aanwezig waren en naar verluidt doodsbedreigingen kregen op sociale media, werden onderzocht om te achterhalen of zij 'atheïsme hadden verspreid onder moslims', hetgeen ook verboden is door het land. "Hoe schaadt deze groep iemand", vroeg Navabi, terwijl hij waarschuwde dat zulke acties van de regering Maleisiës reputatie als een "gematigd" moslim-meerderheidsland (60% is moslim) schade toebracht. De uploads ontlokten gewelddadige protesten van sommige Maleiers, die Navabi een 'murtadd' noemden en dreigden om de leider van Atheist Republic te onthoofden.
Onder het pseudoniem "Michael" vertelde een van de admins van het AR-consulaat Kuala Lumpur aan BBC OS dat dergelijke bijeenkomsten ongeveer twee of drie keer per jaar gebeuren voor mensen die normaal gesproken alleen via het internet communiceren: 

Wanneer we bijeenkomen, gaan we gewoon samen zitten, elkaar leren kennen (...), we drinken en eten wat en we praten gewoon over ons leven, dat is alles. (...) Natuurlijk zullen daar mensen bij betrokken zijn die volgens de wet moslim zijn, en atheïsten en ook mensen afkomstig van andere religies. Eigenlijk willen we gewoon elkaar beter leren kennen en we willen vrienden zijn. (...) En dus namen we een groepsfoto en vroegen Atheist Republic om hem te posten. Voordat we het wisten gingen enkele Maleisische moslimgroepen met de foto aan de haal (...) en deden aannames over dat er moslims zouden zijn onder de gefotografeerden. [Door de media] belandde het bij de overheid, die dan doen alsof ze verbaasd zijn dat er ex-moslims bestaan in Maleisië en dat daar wat aan gedaan moet worden. (...) Veel mensen, vooral zij die betrokken waren bij de foto's, zitten nu ondergedoken, omdat we niet weten wat er gaat gebeuren. (...) Natuurlijk [ben ik ook bang]."

In november 2017 werd gemeld dat de overheid en internetregulator Malaysian Communications and Multimedia Commission had geëist dat de pagina's van Atheist Republic en vergelijkbare atheïstische groepen op Facebook zouden moeten worden verwijderd. Facebook weigerde dit echter te doen omdat de pagina's de gebruikersvoorwaarden van het bedrijf niet schonden.

## Werken
- Navabi, Armin, Nicki Hise (2014). Why There Is No God. Simple Responses to 20 Common Arguments for the Existence of God. CreateSpace Independent Publishing Platform, 128. ISBN 9781502775283.